# Basse-Awirs
La Basse-Awirs est un hameau de la commune belge de Flémalle. Il est connu pour sa margarinerie et la centrale des Awirs.

## Étymologie
Le nom Basse-Awirs signifie que le hameau se situe dans le bas des Awirs.

## Géographie
Le hameau s'étend de la vallée creusée par le ruisseau des Awirs (à partir des grottes Schmerling) jusqu'à la centrale des Awirs et au Yacht Ski Club de Flémalle. Aigremont se situe au nord, Chokier à l'est, la Meuse au sud et Engis, la commune voisine, à l'ouest.
La superficie totale est de 0,49 km2.

### Géologie
La Basse-Awirs est marquée par la formation de Terwagne, une formation géologique composée de calcaires oolithiques, granulométriques et intraclastiques. On y trouve aussi des caractéristiques de la formation de Neffe. Des calcaires des formations de Namèche et de Lives se trouvent aussi dans le hameau.

### Flore
On trouve à la Basse-Awirs une espèce de crucifère, la Cheiranthus Cheiri ainsi qu'une espèce de composée, la Petasites officinalis.

### Hydrographie
Le ruisseau des Awirs s'écoule de Gleixhe jusqu'à la Basse-Awirs, où il se jette dans la Meuse.
La Meuse est une frontière naturelle du hameau, le séparant de la section communale d'Ivoz-Ramet.

### Voies de communication et transports
Le hameau est traversé d'ouest en est par la nationale 617, reliant Huy à Liège. La deuxième route importante est la rue des Awirs, reliant les Awirs jusqu'à la nationale.

#### Rues de la Basse-Awirs
Par ordre alphabétique avec description:
- Impasse d'Aigremont: c'est une impasse dont les bois qui se trouvent derrière mènent à Aigremont et au château.
- Impasse du Chemin de Fer: c'est une impasse qui donne sur la ligne de chemin de fer Namur-Liège.
- Impasse Tesnière: c'est une impasse qui est coupée en deux par la ligne de chemin de fer, reliée à la rue Louis Legrand via un tunnel.
- Les Ruelles: c'est une impasse dont l'origine du nom provient du fait que l'impasse est composée de plusieurs petites ruelles sur le haut.
- Quai du Halage: avant la fusion des communes de 1977, il se nommait Quai Hoover. Il se nomme ainsi car on y effectuait un halage le long de la Meuse.
- Rue des Awirs: la rue monte sur les Awirs.
- Rue Louis Legrand: en hommage à un certain Louis Legrand.
- Rue Trokay: c'est une impasse allant jusqu'au fond d'une vallée.
- Rue Val d'Awirs: elle se nomme ainsi car elle se situe dans la vallée du ruisseau des Awirs.

## Économie
La plus grande margarinerie de Wallonie se situe dans la Basse-Awirs. En 1990, le Prince de Liège a rendu visite à la margarinerie.

### Centrale des Awirs

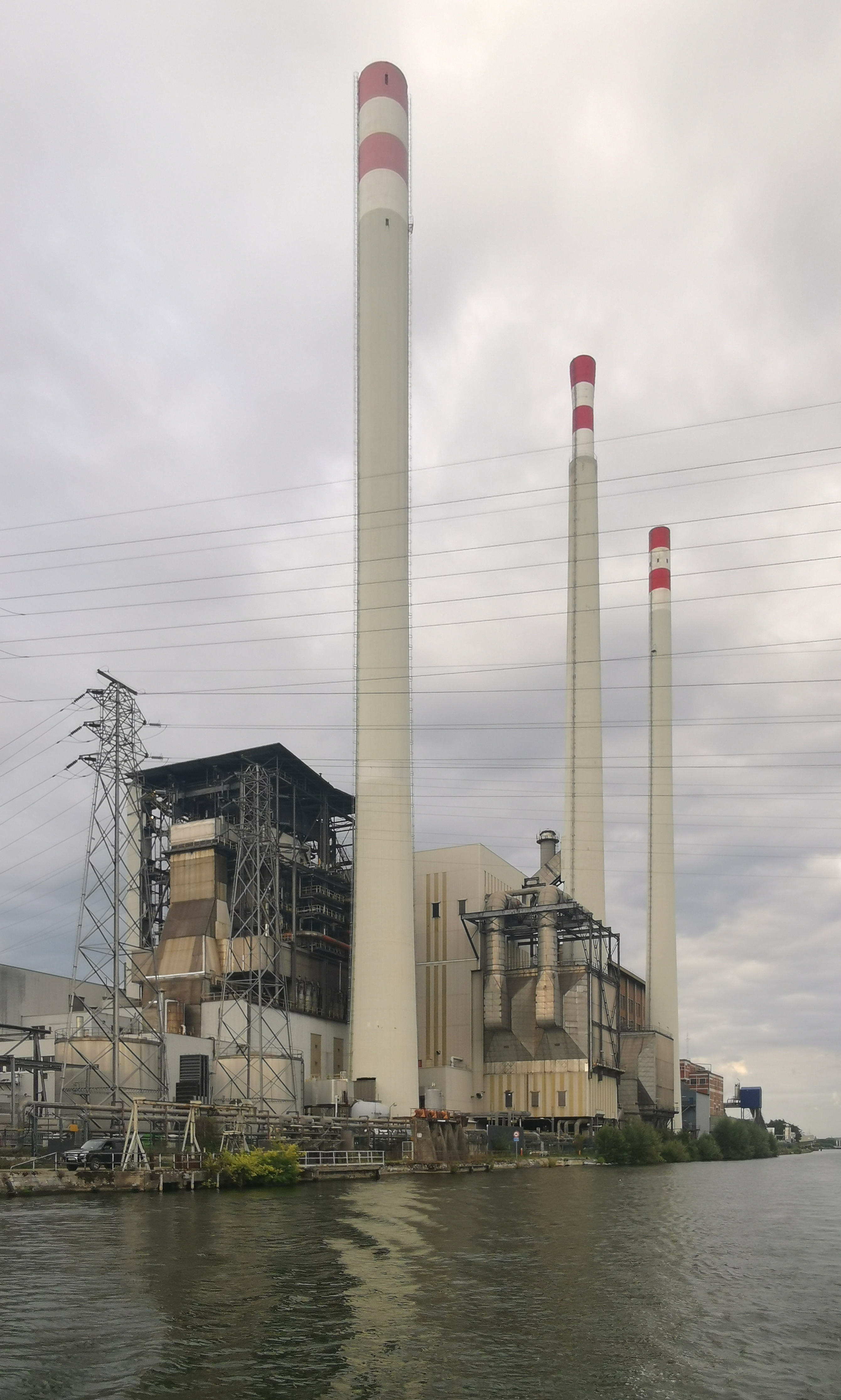
La centrale vue depuis la Meuse.

Après la seconde-guerre mondiale, une centrale est construite aux Awirs pour subvenir aux besoins des industries du bassin liégeois.
La construction débute en 1949. Les deux premières unités sont mises en service en 1951. Entre 1963 et 1967, ce sont les unités 3 et 4 qui sont mises en service. L'unité 5 est mise en service en 1973. La même année, avec une puissance énergétique de 670 MW, la centrale thermique classique est la plus puissante de Wallonie. En 1998, l'unité 1, 2 et 3 sont mises à l'arrêt. L'unité 5 fermera en 2013 tandis que l'unité 4 fonctionne uniquement à la biomasse faisant de la centrale une centrale à biomasse.
Cette conversion de centrale à charbon à centrale à biomasse de l'unité 4 a eu lieu en 2005, étant la première conversion du charbon au biomasse dans une centrale au monde.
En 2020, une reconversion est mise au jour, la centrale à biomasse deviendra une centrale au gaz.
Avec une hauteur de 150 mètres, les cheminées de la centrale sont aussi hautes que la tour du Midi, le plus haut gratte-ciel de Belgique.

## Démographie
Le hameau était peuplé de 311 habitants au 1er janvier 2011 contre 330 habitants au 1er janvier 2020.